# Großkraftwerk Franken

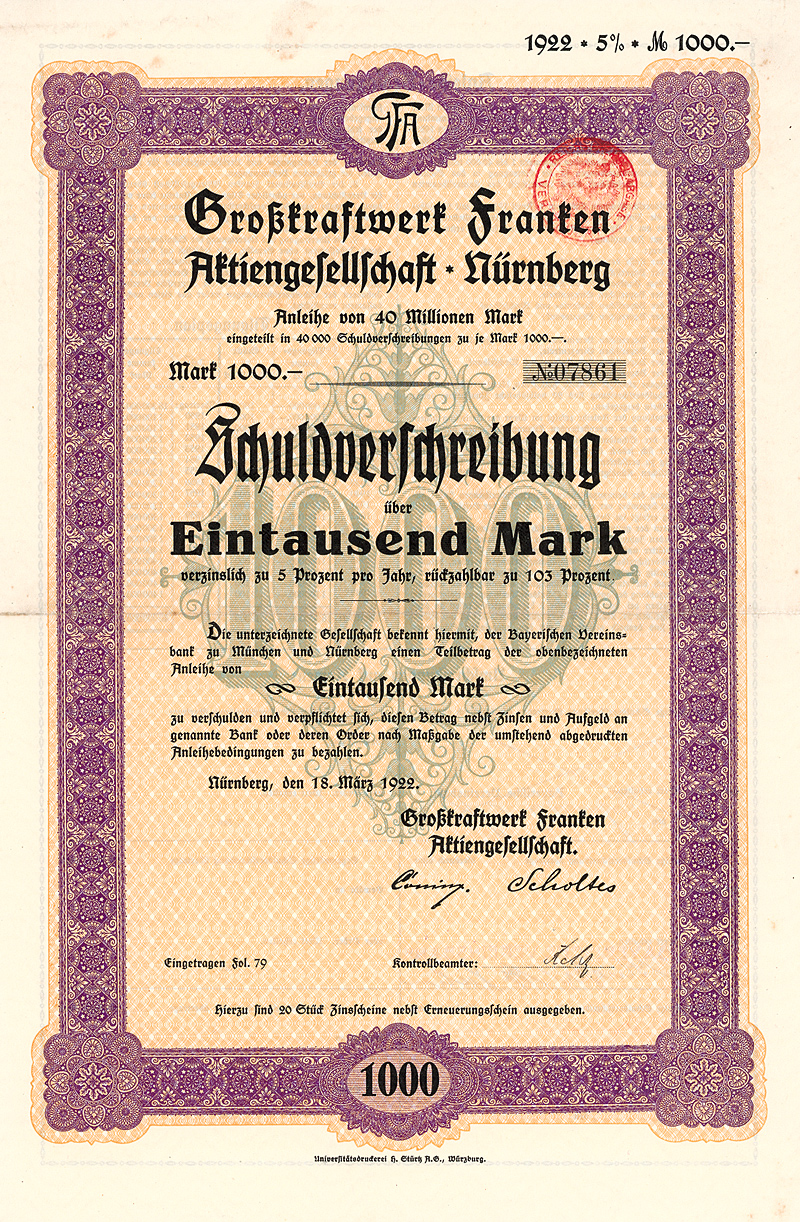
Schuldverschreibung über 1000 Mark der Großkraftwerk Franken AG vom 18. März 1922

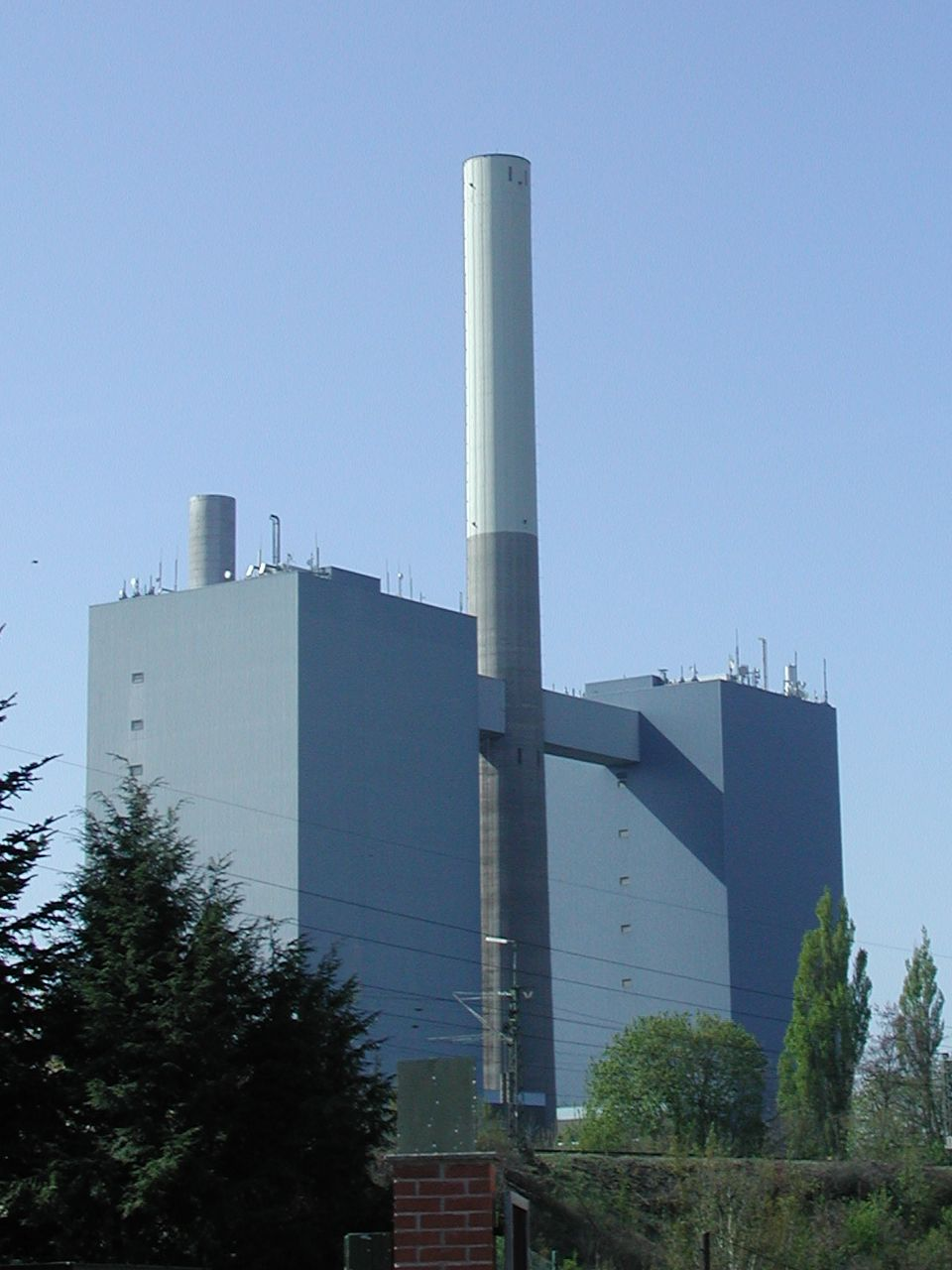
Kraftwerk Franken I

Die Großkraftwerk Franken AG (GFA) war ein deutsches Elektrizitätsversorgungsunternehmen im Großraum Nürnberg, das 2001 durch Fusion in der E.ON Bayern aufging.
1911 gründeten die Städte Nürnberg und Fürth gemeinsam mit der Elektrizitäts-AG vormals Schuckert & Co. eine Aktiengesellschaft zur Errichtung eines Großkraftwerks Franken. Ziel war die Bereitstellung von genügend Energie, um ganz Mittelfranken mit Energie versorgen zu können. Die vorhandenen, nicht mehr erweiterbaren Kraftwerke wie das Nürnberger Kraftwerk Tullnau sollten durch die neue Anlage ersetzt werden.
Beim Bau des Kraftwerks kam es 1912 zu einem schweren Unfall mit acht Todesopfern. Das Kraftwerk wurde am 19. April 1913 feierlich eröffnet.
Ab 1923 betrieb die Großkraftwerk Franken AG gemeinsam mit der Rhein-Main-Donau AG das Kachletwerk.
Seit den 1950er Jahren bildeten die Kraftwerke Franken I (Gebersdorf) und Franken II (Frauenaurach) das Rückgrat der fränkischen Stromversorgung, ergänzt durch das Pumpspeicherkraftwerk Happurg und das Wasserkraftwerk Hausen. 
Um das notwendige Kapital für den Bau der U-Bahn Nürnberg Ende der 1960er aufzubringen, verkauften Nürnberg und Fürth ihre Anteile an den Freistaat Bayern. 
Im Jahr 2001 wurde die Großkraftwerk Franken AG gemeinsam mit den vier bayerischen Regionalversorgern Energieversorgung Oberfranken AG, Isar-Amperwerke AG, OBAG AG und Überlandwerk Unterfranken AG zur E.ON Bayern AG zusammengefasst, der heutigen Bayernwerk AG. Im gleichen Jahr wurde auch das Kraftwerk Franken II. geschlossen.